# Eduard Punset i Casals
Eduard Punset i Casals   (Barcelona, 9 de novembre de 1936 - Barcelona, 22 de maig de 2019) va ser un advocat, economista i divulgador científic català.

## Biografia
Fill del qui fou metge rural de Cistella (Alt Empordà), era llicenciat en Dret per la Universitat Complutense de Madrid, Màster en Ciències Econòmiques per la Universitat de Londres. Va ser redactor econòmic de la BBC, director econòmic de l'edició per a Amèrica Llatina del setmanari The Economist i economista del Fons Monetari Internacional als Estats Units i a Haití.
Per haver militat al Partit Comunista, el 1958 es va haver d'exiliar a Bordeus, a partir de 1959 a Ginebra i després a París un parell d'anys. Després en va passar vuit a Londres.

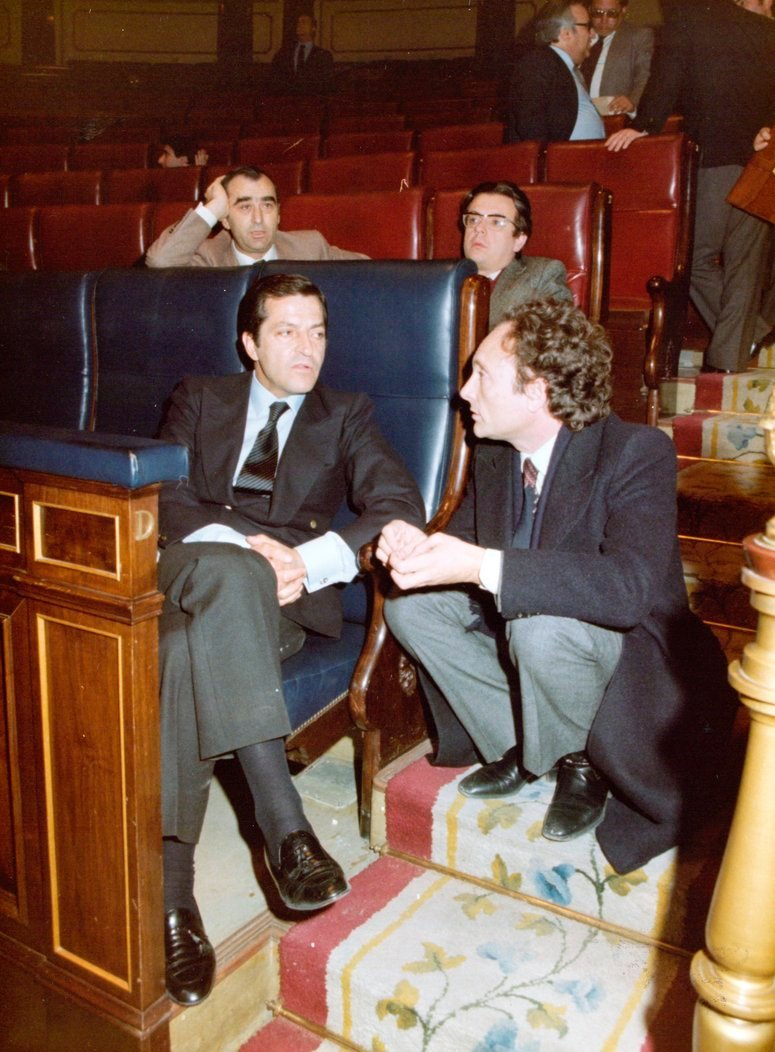
Conversant amb Adolfo Suárez al Palau de les Corts (octubre de 1980).

Com a especialista en temes d'impacte de les noves tecnologies, va ser assessor de COTEC, professor conseller de Màrqueting Internacional a ESADE, president de l'Institut Tecnològic Bull, professor d'Innovació i Tecnologia de l'Institut d'Empresa (Madrid), president d'Enher, sotsdirector general d'Estudis Econòmics i Financers del Banc Hispano-Americano i coordinador del Pla Estratègic per a la Societat de la Informació a Catalunya.
Va tenir un destacat paper en l'obertura d'Espanya a l'exterior com a ministre de Relacions per a les Comunitats Europees. Participà en la implantació de l'Estat de les autonomies com a Conseller de finances de la Generalitat de Catalunya, i com a president de la delegació del Parlament Europeu per a Polònia, tutelà part del procés de transformació econòmica dels països de l'Est després de la caiguda del Mur. Després de la incorporació d'Espanya a la Unió Europea, fou elegit eurodiputat el 1987 i el 1989 pel CDS. En juny de 1991 va crear un nou partit polític, Foro, que es va presentar a les eleccions europees de 1994, en coalició amb el CDS, amb Punset com a cap de llista, obtenint 183.418 vots (0,99%) i cap representant. Foro es va dissoldre en març de 1995, i Punset va abandonar la política.
Fou autor de diversos llibres sobre anàlisi econòmica i reflexió social. Va ser professor de Ciència, Tecnologia i Societat a la Facultat d'Economia de l'Institut Químic de Sarrià (Universitat Ramon Llull). Va ser director i presentador del programa de divulgació científica Redes a TVE des de 1996 fins al 2014. Va ser president de la productora audiovisual Smartplanet i membre del Consell d'Administració de Sol Melià Hotels & Resorts.
La seva tasca de divulgador científic va ser criticada freqüentment per mor de la usual falta de rigor, la seva admiració per les pseudociències i una llarga llista d'explicacions i argumentacions directament errònies quan tractava de divulgar la ciència.
El juliol de 2017 va reivindicar poder votar en el referèndum sobiranista de l'1 d'octubre pel simple dret democràtic dels ciutadans catalans d'exercir el seu vot.
Va morir el 22 de maig de 2019, va ser enterrat al cementiri de La Vilella Baixa (Priorat).

## Premis
- Placa d'Honor 2001 de l'Associació Espanyola de Científics.
- Creu de Sant Jordi de la Generalitat de Catalunya (2011).[11]

## Obres seleccionades[12]
- Carta a les meves netes: Tot el que he après i m'ha commogut (2015)
- El viatge a la vida: Més intuïció i menys estat (2014)
- El somni d'Alicia: La vida i la ciència es fonen en la història més emocionant (2013)
- El que ens passa per dins: Un milió de vides al descobert (2012)
- Viatge a l'optimisme: Les claus del futur (2011)[13]
- Excuses per no pensar: Com ens enfrontem amb les incerteses de la nostra vida (2011)
- El viatge al poder de la ment: Els enigmes més fascinants del nostre cervell i del món de les emocions (2010)
- Per què som com som (2008)
- El viatge a l'amor: Les noves claus científiques (2007)
- L'ànima és al cervell: Radiografia de la màquina de pensar (2006)
- El viatge a la felicitat: Les noves claus científiques (2005)
- Cara a cara con la vida, la mente y el universo: Conversaciones con los grandes científicos de nuestro tiempo (2004)
- Adaptarse a la marea: La selección natural en los negocios (2004)
- Manual para sobrevivir en el siglo XXI (2000)
- Information Resources & Corporate Growth (1989), juntament amb Gerry Sweeney
- La España impertinente: Un país entero frente a su mayor reto (1986)
- España: Sociedad cerrada, sociedad abierta (1982)
- La salida de la crisis (1980)

## Biografies
- Sinca, Genís (2019): No moriré mai. Biografia d'Eduard Punset. Obra guanyadora del Premi de Narrativa Memorialística Ciutat de Benicarló. Publicada per Onada Edicions.